# Магура Надвірнянська
Магура — гора в Українських Карпатах, у масиві Горгани. Розташована в межах Яремчанської міської ради Івано-Франківської області, між селами Татарів, Яблуниця та смт Ворохта.
Висота 1288 м. Має форму хребта, що простягається з південного сходу на північний захід. Північно-східні схили дуже круті. Вершина майже повністю заліснена, місцями є полонини.
Гора розташована в межах Карпатського національного природного парку.
Найближчий населений пункт: с. Татарів (3,4 км).